# Liste der Bodendenkmäler in Holzheim (bei Neu-Ulm)
Auf dieser Seite sind die Bodendenkmäler in der schwäbischen Gemeinde Holzheim zusammengestellt. Diese Tabelle ist eine Teilliste der Liste der Bodendenkmäler in Bayern. Grundlage ist die Bayerische Denkmalliste, die auf Basis des Bayerischen Denkmalschutzgesetzes vom 1. Oktober 1973 erstmals erstellt wurde und seither durch das Bayerische Landesamt für Denkmalpflege geführt wird. Die folgenden Angaben ersetzen nicht die rechtsverbindliche Auskunft der Denkmalschutzbehörde.

## Bodendenkmäler in Holzheim
| Lage       | Objekt                                                                                            | Akten-Nr.     | Bild |
| ---------- | ------------------------------------------------------------------------------------------------- | ------------- | ---- |
| (Standort) | Freilandstation des Frühmesolithikums, Siedlung des Neolithikums, Grabhügel                       | D-7-7626-0038 |      |
| (Standort) | Siedlung des Mittelneolithikums.                                                                  | D-7-7626-0041 |      |
| (Standort) | Mittelalterliche und frühneuzeitliche Befunde im Bereich der Burgruine Neuhausen.                 | D-7-7626-0042 |      |
| (Standort) | Freilandstation des Spätpaläolithikums und des Mesolithikums, Siedlung des Neolithikums,          | D-7-7626-0047 |      |
| (Standort) | Grabhügel der Hallstattzeit.                                                                      | D-7-7626-0059 |      |
| (Standort) | Mittelalterliche und frühneuzeitliche Befunde im Bereich der kath. Pfarrkirche St. Peter und Paul | D-7-7626-0137 |      |
| (Standort) | Siedlung vor- und frühgeschichtlicher Zeitstellung.                                               | D-7-7626-0168 |      |
| (Standort) | Gräber des Frühmittelalters.                                                                      | D-7-7626-0180 |      |
| (Standort) | Freilandstation des Spätpaläolithikums, des Frühmesolithikums und des Spätmesolithikums           | D-7-7626-0240 |      |